# Skolbränder i Sverige
| Skolbränder i Sverige, totalt & anlagda | |
| --- | --- |
| \| \| Diagrammet är tillfälligt inaktiverat. Grafer inaktiverades den 18 april 2023 på grund av programvaruproblem. Arbete pågår för att ta fram ett nytt verktyg. \| Källor: (1) Brandskyddsföreningen och MSB 2018(ljusröd+ljusgrå) (2) SRV IDA, 2008a (grå) | |
| Information | Diagrammet är tillfälligt inaktiverat. Grafer inaktiverades den 18 april 2023 på grund av programvaruproblem. Arbete pågår för att ta fram ett nytt verktyg. |

Skolbränder i Sverige fördubblades efter 1990-talets nivåer och runt 2010-talet ökade till bland de högsta nivåerna i världen; dock tillkommer ett mörkertal eftersom skolor sällan rapporterar bränder de lyckas släcka snabbt själva. Anlagda skolbränder i Malmö förekommer främst i utsatta områden. Högsta antalet skolbränder anlades under perioden 1996 till 2009 i Göteborg med 271 stycken, därefter Malmö med 167. År 2009 anlades 225 skolbränder i landet, vilket var en födubbling jämfört med 1996.
Enligt en rapport ifrån MSB år gällande åren 2007-2008 ökade antalet skolbränder med både skolans storlek och kommunens storlek. Avseende huvudmannaskap var kommunala skolor sex gånger mer drabbade än friskolor och avseende utbildningsnivå var högstadieskolor de mest drabbade.
Åren 2015–2017 ökade antalet anlagda skolbränder med 47 procent, från 292 år 2015 till 429 år 2017 och nådde åter nivåerna från 2008. Av de totalt 667 skolbränderna år 2017 var 64 procent anlagda. En utredning gjord vid Lunds Universitet över statistik från grannländer konstaterade att Sverige hade fler skolbränder än övriga nordiska länder.